# Henosepilachna guttatopustulata
Henosepilachna guttatopustulata ist eine Käferart aus der Familie der Marienkäfer (Coccinellidae). Er gilt in seiner australischen Heimat als Schädling, da er sich von Blättern der Nachtschattengewächse (Solanaceae) ernährt, zu denen viele Kulturpflanzen wie die Kartoffel und die Tomate gehören.

## Merkmale
Henosepilachna guttatopustulata wird 7 bis 9 Millimeter lang. Er zeigt den typischen, halbkugelförmigen Körperbau der Marienkäfer mit den gewölbten Deckflügeln. Die Grundfarbe der Deckflügel ist schwarz, auf jedem zeigen sich drei Flecken. Der Fleck auf dem Vorderende ist rötlich braun, er verbindet sich bei geschlossenen Flügeldecken entlang der Mittellinie mit dem des anderen Deckflügels zu einem großen Mal. Der Fleck auf dem Hinterende des Flügels hat dieselbe Farbe, reicht jedoch nicht bis zur Mittellinie. Seitlich zeigt sich auf jedem Flügel noch ein gelber oder gelblich brauner Fleck. Das Pronotum zeigt seitlich dieselbe Farbe, die Mitte ist schwarz. Der Käfer ist kurz, aber dicht behaart.

## Verbreitung
Der Käfer ist in Australasien verbreitet: in Australien besonders in den Bundesstaaten New South Wales und Queensland, auf dem Bismarck-Archipel, in Neuguinea, auf den Neuen Hebriden und den Salomonen.

## Lebensweise
Henosepilachna guttatopustulata wird zur Tribus Epilachnini gezählt, deren Vertreter alle Pflanzenfresser sind. Sowohl die Larven als auch die Imagines dieser Käferart ernähren sich von den Blättern der Nachtschattengewächse (Solanaceae). Dazu zählen nicht nur einheimische Gewächse, sondern auch eingeschleppte Arten wie der Schwarze Nachtschatten (Solanum nigrum) und Kulturpflanzen wie Duboisia, die Aubergine (Solanum melongena), die Kartoffel (Solanum tuberosum) und die Tomate (Solanum lycopersicum).
Schäden werden nicht nur durch den Fraß erzeugt, Henosepilachna guttatopustulata wirkt auch als Überträger von Pflanzenviren, beispielsweise den Sonemovirus.
Die Larven von Henosepilachna guttatopustulata werden von der Erzwespe Uga colliscutellum parasitiert. Sie kann daher zur biologischen Schädlingsbekämpfung eingesetzt werden.